# プリオノスクス
プリオノスクス（Prionosuchus）は、約2億7,000万年前（古生代ペルム紀後期）に生息していた原始的両生類である。
絶滅した迷歯亜綱中の分椎目-アルケゴサウルス科に分類される。現在知られる限りで史上最大の両生類である（長さの比較資料：1 E0 m）。
化石はブラジル北東部のパルナイーバ盆地から断片的なものが発見されている。

## 呼称
学名は古代ギリシア語: πριων （priōn）「鋸」と σουχος （souchos）「ワニ」との合成語で、「ノコギリワニ」といった趣旨の命名。
ただし、冒頭に記したとおりこの動物はワニの仲間でも爬虫類でもなく、両生類である。細長い吻部はたしかにワニを連想させるが、これは収斂進化による相似であり、発生順から言えば、プリオノスクスと同様のニッチ（生態的地位）を得た後代の水生爬虫類がプリオノスクスに類似の進化をしたと考えられる。

## 特徴

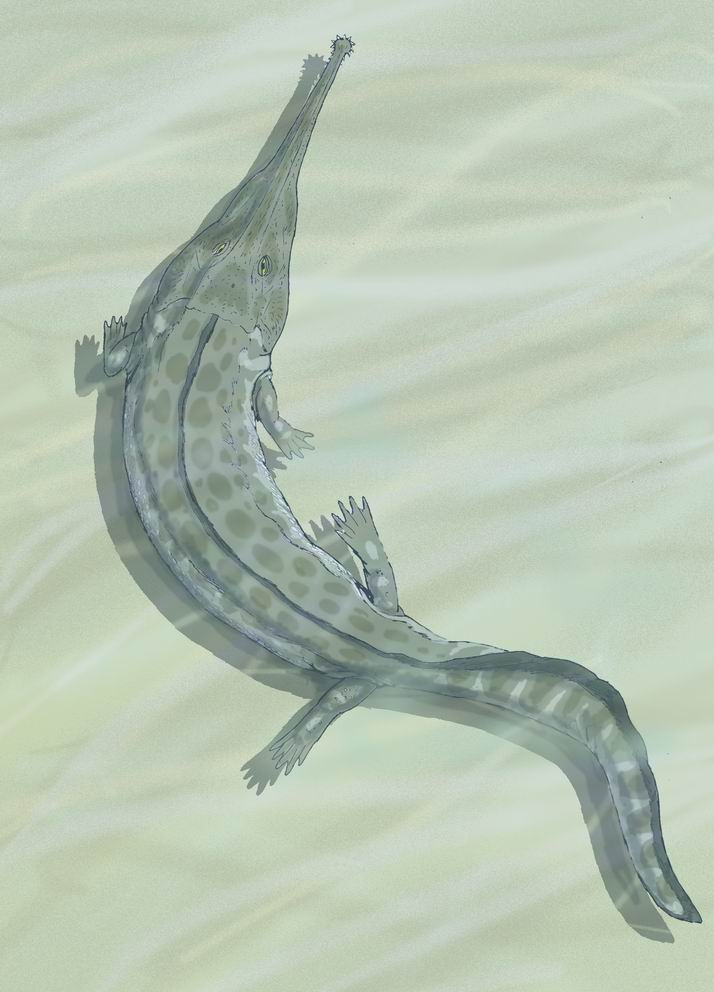
プリオノスクス・プルムメリの生態再現想像図

人間と正基準標本（緑）と既知の最大の標本（灰）の大きさの比較図

正基準標本とされる断片的な頭骨は頭長50センチメートルと推定されているが、より断片的な標本にはこの3倍ほどの大きさのものがあり、頭長160センチメートル、全長はおそらく9メートルに達するであろうと見積もられている。
形態は、現生ワニ類のガビアルとの間で非常に高い相似性が見られる。多数の小さな歯が並ぶ細長い顎と、吻端にある瘤（りゅう）状の盛り上がり、細長い体と、陸を歩き回るのには不向きな小さく細い貧弱な四肢、そして、遊泳に適した縦に扁平した尾を具えていて、どれをとってもガビアル様である。
生態的にもガビアルと同様、ほとんど陸に上がることなく水中で過ごす、水際の待ち伏せ型捕食者であったと思われる。

## 分類
プリオノスクス属は plummeri （プルムメリ）の1種だけで構成される単型と考えるのが一般的であるが、ロシアから出土するプラティオポサウルス属（en）の同属とする説もある。

## 巨大両生類
本種は既知のものでは、史上最大の両生類として注目に値する。史上2番目に大きいクーラスクス（中生代白亜紀）が全長5m、3番目のキクロトサウルス（中生代三畳紀）が全長4m、現生の両生類では最も大きいオオサンショウウオが1mほどであるから、それらと比べてもプリオノスクスは抜きん出て巨大である。